# L'attendente
L'attendente (L'Ordonnance) è un racconto di Guy de Maupassant pubblicato dapprima su Gil Blas del 23 agosto 1887 e inserito successivamente nella raccolta La mano sinistra nel 1889. 

## Trama
L'anziano colonnello De Limousin è ritornato a casa dopo la cerimonia funebre in onore della propria giovane moglie, morta tragicamente due giorni prima mentre faceva un bagno nel fiume. Sulla scrivania del suo studio trova una lettera scrittagli dalla moglie. La donna, molto più giovane del marito, ha per lui parole di riconoscenza, stima e affetto. Gli confessa però di aver ceduto alla corte di un giovane ufficiale. Mentre era in compagnia dell'amante, era stata sorpresa da Philippe, l'attendente del marito, il quale da allora ha iniziato a ricattarla. La donna ha subito i ricatti sessuali dell'attendente dapprima come punizione per le proprie colpe. Poi, incapace per la vergogna di rivelare da viva la vicenda, ha deciso di uccidersi simulando un annegamento, per confessare poi da morta le proprie colpe al marito e chiedergli perdono. Il colonnello fa chiamare l'attendente e lo uccide con un colpo di pistola.

## Edizioni
- Guy de Maupassant, La main gauche, Paris: Paul Ollendorff, 1889, pp. 129-142[3]
- Guy de Maupassant, Contes et nouvelles; Tomo II, texte établi et annoté par Louis Forestier; préface d'Armand Lanoux; introduction de Louis Forestier, Collezione Bibliothèque de la Pléiade 253, Paris: Gallimard, 1974, ISBN 978-2-07-010805-3
- Guy de Maupassant, La mano Sinistra: Novelle; traduzione di Dario Cinti, Milano: Casa Ed. Sonzogno, 1917
- Guy de Maupassant, Il porto e altri racconti; a cura di Camillo Sbarbaro, Milano: Bompiani, stampa 1945
- Guy de Maupassant, Tutte le novelle e i racconti; a cura di Lucio Chiavarelli; introduzione generale di Giacinto Spagnoletti; Collezione I mammut 81, Roma: Grandi Tascabili Economici Newton, 2005, pp. 1362-64, ISBN 88-541-0440-X

## Adattamenti
- L'Ordonnance - film muto del 1921 diretto da Viktor Turžanskij[4]
- L'Ordonnance - film del 1933 diretto da Viktor Turžanskij, remake dell'omonimo film muto girato dallo stesso regista nel 1921[5]